# Clanculus
Clanculus is een geslacht van weekdieren uit de klasse van de Gastropoda (slakken).

## Soorten
- Clanculus adesus (Marwick, 1931) †
- Clanculus albanyensis Jansen, 1995
- Clanculus albinus A. Adams, 1853
- Clanculus albugo (R. B. Watson, 1880)
- Clanculus aloysii Tenison Woods, 1876
- Clanculus angiolianus Spadini, 2006 †
- Clanculus araonis (de Basterot, 1825) †
- Clanculus ater Pilsbry, 1901
- Clanculus atricatena Tomlin, 1921
- Clanculus atypicus Iredale, 1912
- Clanculus baccatus (Defrance, 1824) †
- Clanculus bathyrhaphe (E. A. Smith, 1876)
- Clanculus berthelotii (d'Orbigny, 1840)
- Clanculus bicarinatus Angas, 1880
- Clanculus bonfittoi Chirli, 2004 †
- Clanculus boyeti Poppe, Tagaro & Dekker, 2006
- Clanculus brebioni Landau, Van Dingenen & Ceulemans, 2017 †
- Clanculus bronni Dunker, 1860
- Clanculus brunneus A. Adams, 1853
- Clanculus buijsei Poppe, Tagaro & Dekker, 2006
- Clanculus cerberi (Brongniart, 1823) †
- Clanculus ceylonicus G. Nevill & H. Nevill, 1869
- Clanculus clanguloides (W. Wood, 1828)
- Clanculus clangulus (W. Wood, 1828)
- Clanculus cognatus (Pilsbry, 1903)
- Clanculus collingei Melvill, 1904
- Clanculus comarilis Hedley, 1912
- Clanculus consobrinus Tate, 1893
- Clanculus corallinus (Gmelin, 1791)
- Clanculus cristinae Rubio & Rolan, 2002
- Clanculus cruciatus (Linnaeus, 1758)
- Clanculus denticulatus (Gray, 1827)
- Clanculus depictus A. Adams, 1855
- Clanculus dunkeri (Koch in Philippi, 1843)
- Clanculus edentulus A. Adams, 1853
- Clanculus escondidus Poppe, Tagaro & Vilvens, 2009
- Clanculus euchelioides Tate, 1893
- Clanculus flagellatus (Philippi, 1849)
- Clanculus floridus (Philippi, 1850)
- Clanculus flosculus (P. Fischer, 1878)
- Clanculus gemmulifer Pilsbry, 1901
- Clanculus granifer (Doderlein in Pantanelli, 1888) †
- Clanculus granti Hedley, 1907
- Clanculus guineensis (Gmelin, 1791)
- Clanculus hoernesi (Pantanelli, 1888) †
- Clanculus johnstoni Hedley, 1917
- Clanculus jucundus Gould, 1861
- Clanculus jussieui (Payraudeau, 1826)
- Clanculus korkosi Singer, Mienis & Geiger, 2000
- Clanculus kraussii (Philippi, 1846)
- Clanculus landaui Spadini, 2006 †
- Clanculus largillierti (Philippi, 1849)
- Clanculus laurae Cecalupo, Buzzurro & Mariani, 2008
- Clanculus leucomphalus Verco, 1905
- Clanculus limbatus (Quoy & Gaimard, 1834)
- Clanculus manganellii Spadini, 2006 †
- Clanculus margaritarius (Philippi, 1846)
- Clanculus mariaemaris Rubio & Rolan, 2002
- Clanculus marqueti Spadini, 2006 †
- Clanculus maugeri (W. Wood, 1828)
- Clanculus mauritianus Melvill, 1909
- Clanculus maxillatus (Menke, 1843)
- Clanculus microdon A. Adams, 1853
- Clanculus miniatus (Anton, 1838)
- Clanculus minor (A. Adams, 1863)
- Clanculus mixtus E. A. Smith, 1903
- Clanculus multipunctatus Jansen, 1995
- Clanculus natalensis Herbert, 1993
- Clanculus ozennei Crosse, 1862 †
- Clanculus peccatus (Finlay, 1926)
- Clanculus perrisi (Grateloup, 1832) †
- Clanculus persicus Habe & Shikama, 1964
- Clanculus personatus (Philippi, 1847)
- Clanculus petziae Rubio, Rolan & Ryall, 2002
- Clanculus pharaonius (Linnaeus, 1758)
- Clanculus philippii (Koch in Philippi, 1843)
- Clanculus pini Rubio & Rolan, 2002
- Clanculus plebejus (Philippi, 1851)
- Clanculus praecruciatus Mikhailovsky, 1903 †
- Clanculus pseudoaraonis (Strausz, 1960) †
- Clanculus pseudocorallinus Gofas, 1984
- Clanculus puniceus (Philippi, 1846)
- Clanculus richeri Vilvens, 2000
- Clanculus ringens (Menke, 1843)
- Clanculus robustus Friedberg, 1928 †
- Clanculus samoensis (Hombron & Jacquinot, 1848)
- Clanculus sancticlementensis Landau, Van Dingenen & Ceulemans, 2017 †
- Clanculus santamariae Gofas, 1984
- Clanculus scabrosus (Philippi, 1850)
- Clanculus scotti Poppe, Tagaro & Dekker, 2006
- Clanculus simoni Poppe, Tagaro & Dekker, 2006
- Clanculus spadiceus (Philippi, 1848)
- Clanculus stigmatarius A. Adams, 1853
- Clanculus textilosus A. Adams, 1853
- Clanculus thomasi Crosse, 1862
- Clanculus tonnerrei (G. Nevill & H. Nevill, 1874)
- Clanculus tricingulatus Ludbrook, 1978 †
- Clanculus trochiformis Krach, 1981 †
- Clanculus tuberculatus (Eichwald, 1830) †
- Clanculus turriculatus Sacco, 1896 †
- Clanculus umbilicovadus Landau, Van Dingenen & Ceulemans, 2017 †
- Clanculus undatoides Tenison Woods, 1879
- Clanculus undatus (Lamarck, 1816)
- Clanculus valdecinctus (Fontannes, 1878) †
- Clanculus verai Lozano-Francisco & Vera-Peláez, 2002 †
- Clanculus villanus (Philippi, 1846)
- Clanculus waltonae G. B. Sowerby III, 1892
- Clanculus weedingi Cotton, 1939